# Ovidiu Stîngă
Ovidiu Stîngă [uitspraak: ɔ'vidju 'ʃtɑŋɡɑ] (Craiova, 5 december 1972) is een Roemeens voormalig voetballer en international die speelde als middenvelder.
Stîngă speelde vanaf 1995 achtereenvolgens voor Universitatea Craiova, UD Salamanca, PSV Eindhoven, Dinamo Boekarest, Universitatea Craiova en Helmond Sport. In 2006 ging aan de slag als trainer/speler bij de club waar hij als speler bekend werd: Universitatea Craiova. In september 2006 raakte hij in opspraak nadat hij een van zijn spelers een kopstoot had gegeven.
In november 2015 werd Stîngă assistent-trainer bij het vrouwenteam van PSV. Van medio 2020 tot half maart 2021 trainde hij FC U Craiova 1948.

## Erelijst

### Club
Universitatea Craiova
- Roemeens landskampioen: 1991
- Roemeense beker: 1993

PSV Eindhoven
- Nederlands landskampioen: 1997, 2000, 2001
- Nederlandse Supercup: 1997, 1998, 2000

Dinamo Boekarest
- Roemeens landskampioen: 2002